# Gambusia dominicensis
Gambusia dominicensis е вид лъчеперка от семейство Poeciliidae. Видът е застрашен от изчезване.

## Разпространение
Разпространен е в Доминиканска република и Хаити.